# Giovanni Allevi
Giovanni Allevi (Ascoli Piceno, 9 de abril de 1969) es uno de los pianistas italianos más conocidos. Su obra se mueve entre los parámetros del blues y el jazz, el estilo de los cantantes franceses, la canción de autor y las músicas del mundo. 

## Biografía
Giovanni Allevi se graduó en piano con las más altas notas en el Conservatorio. F. Morlacchi de Perusa y en Composición con honores en el Conservatorio G. Verdi de Milán. Hijo de padres músicos, pasa la infancia completamente inmersa en la música clásica. Entre sus maestros de composición, le dejaron una impronta significativa Daniele Salvatore, un gran experto en Música Antigua y Tonino Tesei, de quien aprende los fundamentos de la dodecafonía y el rigor en la caligrafía musical.
El 1991 sirvió en la banda de música del ejército italiano. El capitán de la banda, consciente de su talento pianístico, incorporó el piano solista en su repertorio. Como pianista solista de la banda interpretó Rhapsody en Blue de George Gershwin y El concierto de Varsovia de Richard Addinsell, de gira por numerosos teatros de Italia.
En el año 1996 puso música a la tragedia Las troyanas de Eurípides, representada en el Festival Internacional de Teatro Antiguo de Siracusa, ganando el premio especial a la mejor música de escena: fue su primer reconocimiento oficial. Acabada su gira, Allevi promovió una ópera en vivo con el título La favola che vuoi, que lo llevó, en el año 2003, a la publicación de su segundo álbum para piano solista con el título Composizioni.
El 16 de mayo de 2005 publicó su tercer álbum en solitario para piano: No concept, presentado en China y Nueva York. La canción Come sei veramente, a partir de este álbum, fue escogida por el direector de cine Spike Lee como banda sonora de un anuncio de BMW. 
El 29 de septiembre de  2006 salió oficialmente su cuarto álbum, también para piano solista, titulado Joy. El mismo día comenzó, en Milán, una mini-gira de presentación del álbum en los principales almacenes italianos de la cadena FNAC. En el año 2007 Joy fue galardonado con el disco de oro, después de haber vendido 50.000 ejemplares.